# Königlich marokkanische Gendarmerie
Die Königlich Marokkanische Gendarmerie (arabisch الدرك الملكي المغربي, DMG ad-darak al-malakī al-maġribī, französisch Gendarmerie royale marocaine) ist eine Polizeitruppe in Marokko. Sie ist Teil der marokkanischen Streitkräfte und daher im Unterschied zu den übrigen Polizeikräften des Landes nicht dem Innenministerium, sondern direkt dem König unterstellt.

## Organisation
Die Gendarmerie ähnelt in ihrer Struktur stark der französischen Gendarmerie nationale. Wie diese übernimmt sie polizeiliche Aufgaben im ländlichen Raum, während die marokkanische „Sûreté Nationale“ für die Städte zuständig ist. Beide Wachkörper sind voneinander unabhängig. Die Gendarmerie hat circa 20.000 Mitglieder (2020) und besteht aus einer Brigade, vier mobilen Gruppen, einer Fliegerstaffel und einer Fallschirmjägerstaffel.
Eine ähnliche Organisation der Sicherheitsdienste findet sich außer in Frankreich auch beispielsweise in Spanien (Guardia Civil) und Italien (Carabinieri).

### Ausrüstung
- Luftfahrzeuge[3]
  - 2× R235 Guerrier
  - 3× Aérospatiale SA-315B
  - 2× Aérospatiale SA-316
  - 3× Alouette II
  - 6× Aérospatiale SA 342K
  - 6× Aérospatiale SA 330
  - 2× Eurocopter Dauphin
- 15× Patrouillenboote Arcor 53[3]
- Fahrzeuge
  - Panhard M3 VTT
  - Panhard AML
  - Volkswagen Caddy
  - Toyota Prado
  - Chevrolet Suburban
  - Chevrolet Van
  - BMW 5er
  - BMW 7er

- Motorräder
  - BMW K 1600 GT
  - Honda Gold Wing